# Julia Margaret Cameron
Julia Margaret Cameron, nata Julia Margaret Pattle (Calcutta, 11 giugno 1815 – Ceylon, 26 gennaio 1879), è stata una fotografa inglese, esponente del pittorialismo. Era prozia materna di Virginia Woolf che la ricordò nei suoi scritti.

## Biografia
Era la figlia di James Pattle, un ufficiale inglese della British East India Company, e di Adeline de l'Etang, figlia di aristocratici francesi. Visse in Francia sino al 1838 quando tornò in India per sposare Charles Hay Cameron. Si trasferì a Londra nel 1848 quando il marito si ritirò dagli affari. Nel 1860 la famiglia Cameron acquistò una proprietà nell'Isola di Wight dopo aver visitato la tenuta del poeta Alfred Lord Tennyson. La proprietà venne chiamata Dimbola Lodge e ospita un museo e una mostra fotografica di Cameron.
Nel 1863, il marito dovette rientrare a Ceylon per seguire gli affari. Da quel momento la vita di Julia Margaret si svuotò aprendo spazio alla noia, rischiando di scivolare nella malinconia. Nel 1863 la figlia maggiore, Julia, le regalò un apparecchio fotografico con l’idea che un hobby potesse aiutarla a distrarsi. Ben presto la sottile ossessione si impadronì di lei. Organizzò il suo laboratorio con camera oscura in quella che lei ribattezzò Glass House: altro non era che un pollaio da cui aveva sfrattato le galline, chiuso da vetrate e tendaggi. Negli anni praticò principalmente il ritratto e la rappresentazione allegorica di racconti e romanzi. Le sue immagini incorporano l'atmosfera sognante dell'epoca vittoriana, il leggero "fuori fuoco" restituisce eterei ritratti di bambini e di donne immerse nella natura.
Grazie alla sua fotografia divenne la prima donna ammessa alla Royal Photographic Academy (organizzazione fotografica fra le più antiche al mondo. Fondata a Londra nel 1853 con l'obbiettivo di promuovere l'arte e la scienza della fotografia).  Dal 1874 iniziò a scrivere l'opera autobiografica The Annals of My Glass House, dove espose la propria attività includendo difficoltà tecniche e progressi compiuti.

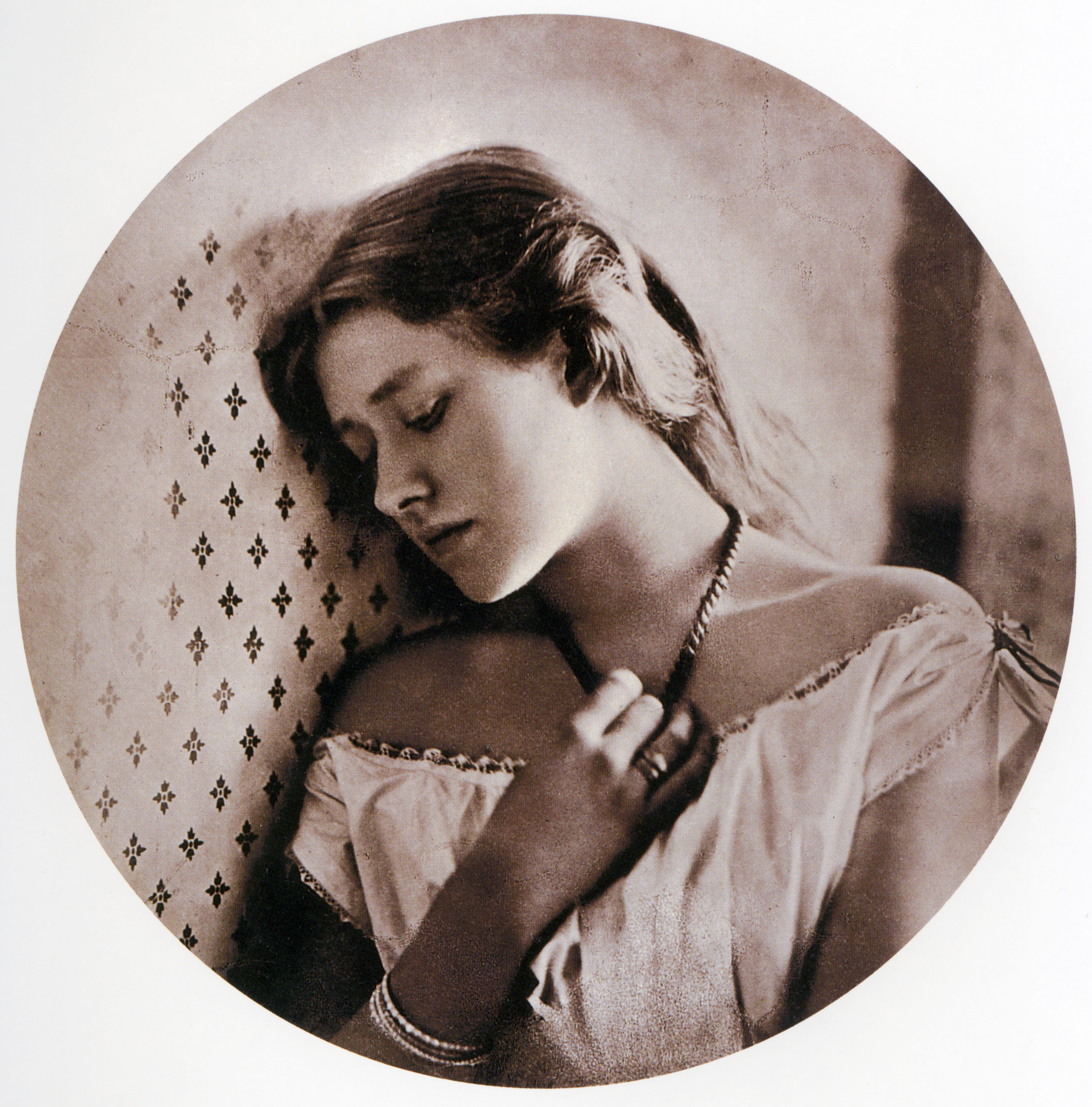
Foto ritratto di Ellen Terry del 1864 di Julia Margaret Cameron.

Tra i personaggi ritratti ci sono Charles Darwin, Alfred Lord Tennyson, Robert Browning, John Everett Millais, William Michael Rossetti, Edward Burne-Jones, Ellen Terry e George Frederic Watts. Su richiesta del poeta Alfred Lord Tennyson, Cameron illustrò il suo componimento Idilli del re (Idylls the King) utilizzando personaggi in costume.
Nel 1875 la famiglia Cameron tornò a Ceylon, ma la sua attività fotografica fu impedita dal difficile reperimento dei materiali fotografici. Non si ha traccia di alcuna fotografia di quest'ultimo periodo.
Julia Margaret Cameron entrò nel mondo della fotografia senza conoscenze, era una dilettante e autodidatta. Questo non fu un ostacolo, al contrario, Cameron era orgogliosa del suo status: essere una fotografa professionista del diciannovesimo secolo voleva dire seguire i canoni e allo stesso tempo essere limitati. Preferiva essere libera in modo da poter interpretare il mondo secondo le proprie prospettive.
Le sue radici esotiche, l'educazione straniera, la personalità ambiziosa e generosa hanno permesso all'eccentrica donna di fare molte cose che probabilmente sarebbero state proibite ad altre donne del suo tempo. Molti la definirono come una donna di carattere che ascoltava i suoi desideri buttandosi nelle imprese con molta passione. Era coraggiosa, riflessiva, avventurosa e stravagante. Dedicò tutta la sua anima alla fotografia, era sempre pronta a cogliere l'inquadratura perfetta.
Una delle principali particolarità della sua arte era l'effetto sfocato. Non si trattava di un errore, ma bensì di qualcosa di voluto e studiato nei minimi dettagli. Purtroppo ciò non venne compreso da tutti, infatti molti fotografi londinesi la definirono come una pazza con poca esperienza e tecnica.
L'atteggiamento controcorrente adottato da Julia Margaret Cameron lo si può riscontrare in uno dei personaggi più importanti della storia della letteratura inglese, la scrittrice Virginia Woolf, nata a Londra da una famiglia benestante. Tale citazione non è per nulla casuale, anzi, c'è un forte legame tra le due donne: Julia Margaret Cameron era la prozia di Virginia Woolf.
Virginia Woolf, influenzata e incuriosita dalla condotta della prozia, iniziò a raccogliere lettere, fotografie e altri documenti per la realizzazione del libro "Fotografie vittoriane di uomini famosi e donne affascinanti" pubblicato per la prima volta nel 1926. L'opera consiste in 24 fotografie, un saggio del critico d'arte inglese Roger Fly sulla fotografa Cameron e un racconto di 7 pagine sulla sua vita scritto dalla nipote. Woolf fu la prima a concretizzare e a rendere la vita di Julia Margaret Cameron di dominio pubblico, mentre precedentemente gli aneddoti su di lei venivano tramandati oralmente tra i membri della famiglia.

## Stile
In un album di Epoca dedicato alla fotografia è stato scritto  della «padronanza del linguaggio fotografico e (...) vigore artistico» quale caratteristica propria di Julia Margaret Cameron. «(...) maestra nei ritratti sfumati e nell'effetto alla Rembrandt». Nello stesso albo illustrato è pubblicato un gruppo femminile la cui didascalia dice: «I volti delle sue modelle sono esempi tipici di romanticismo vittoriano».

## Galleria d'immagini

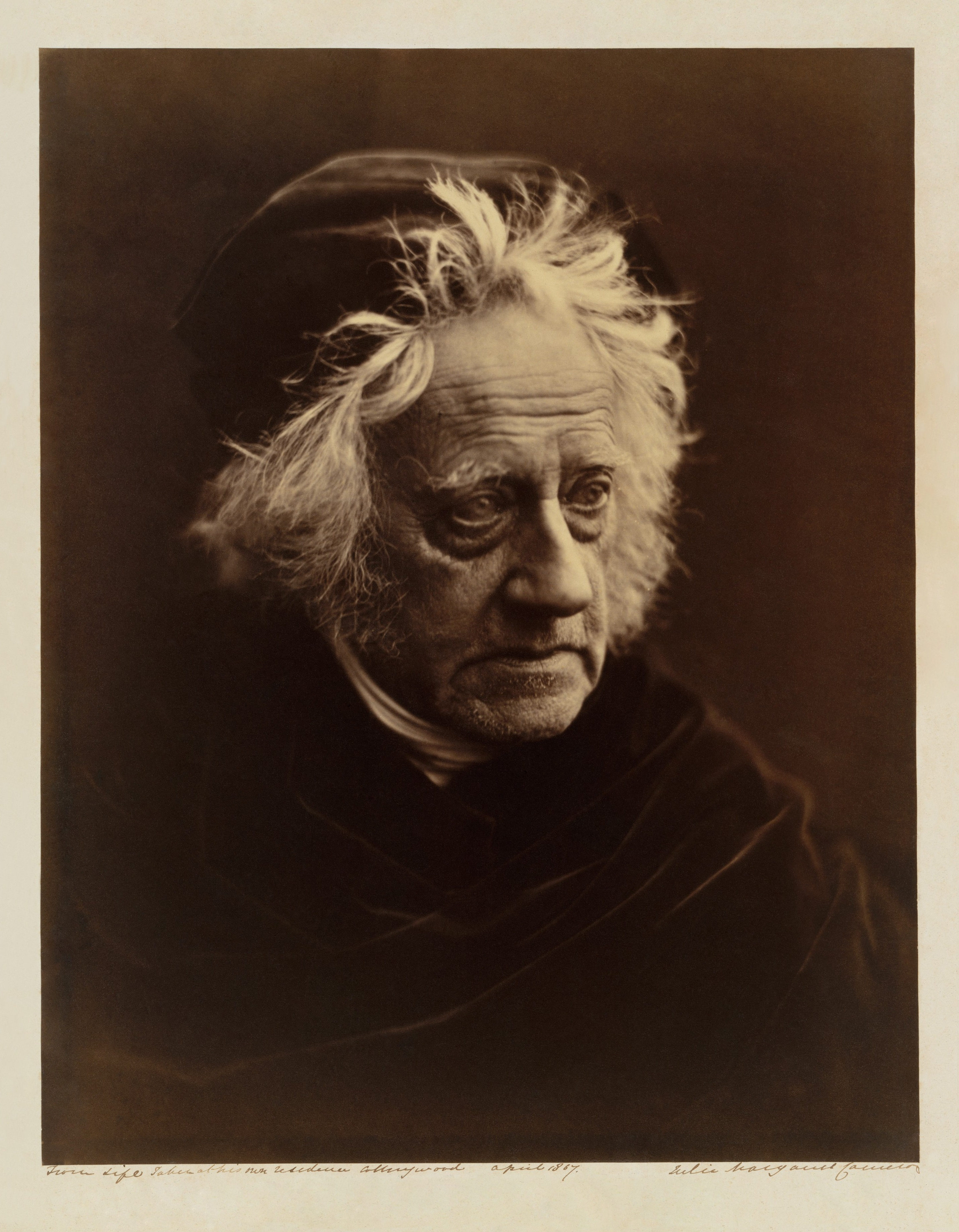
Ritratto di John Herschel
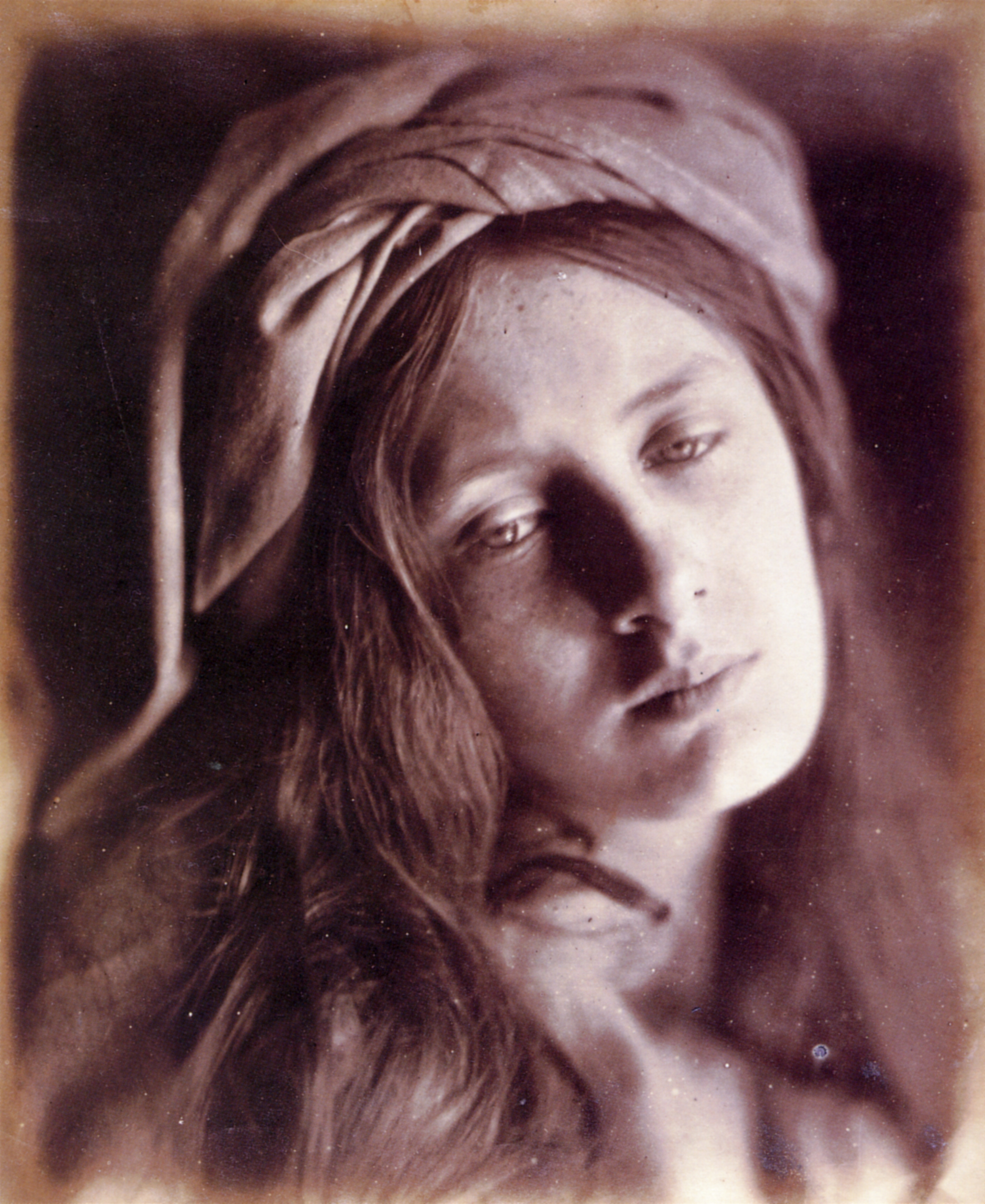
Un'attrice nelle vesti di Beatrice Cenci
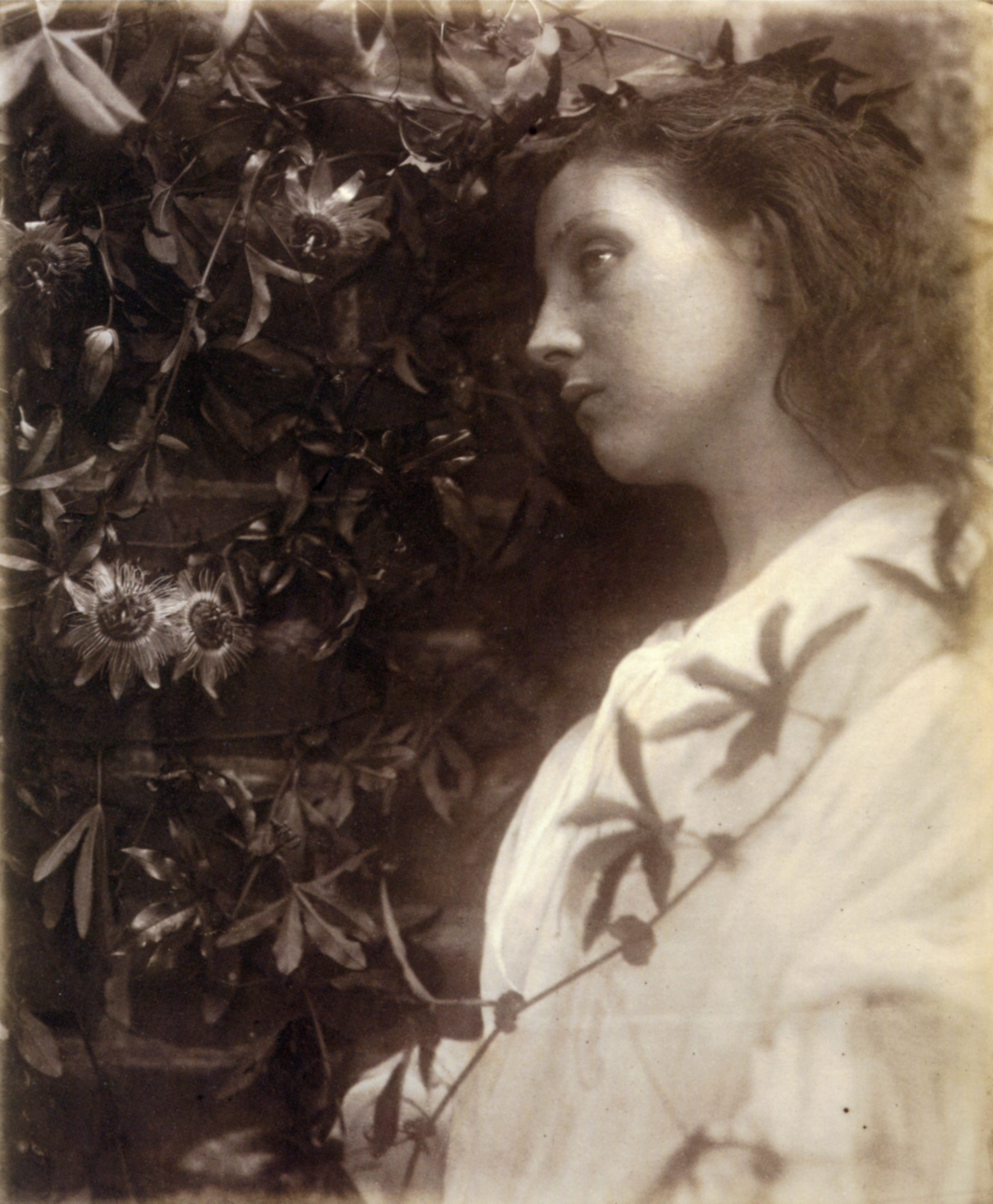
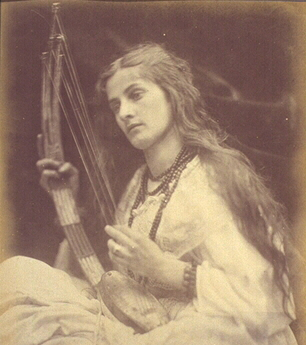
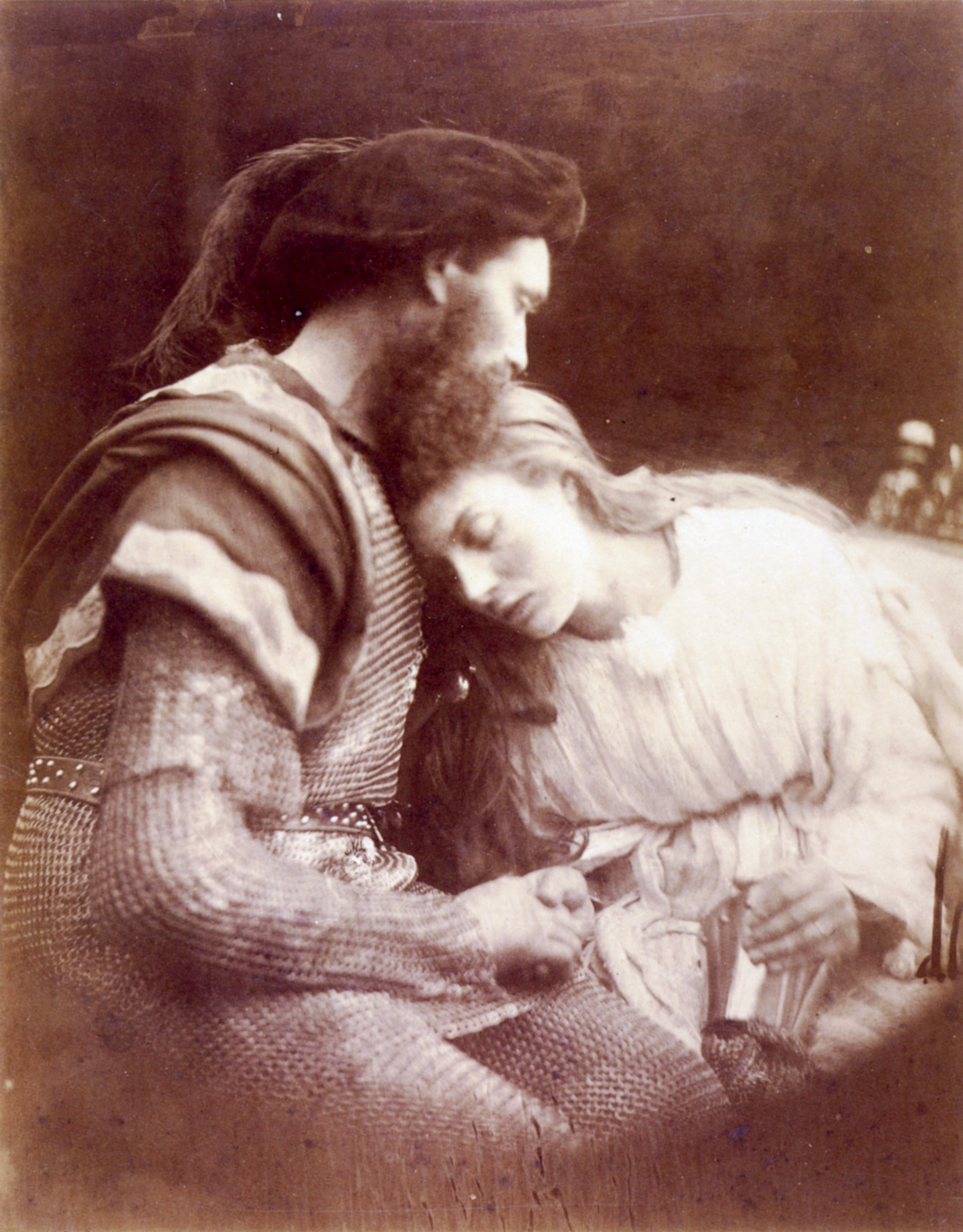
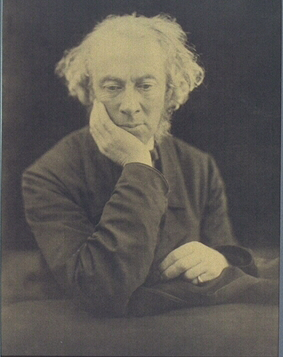
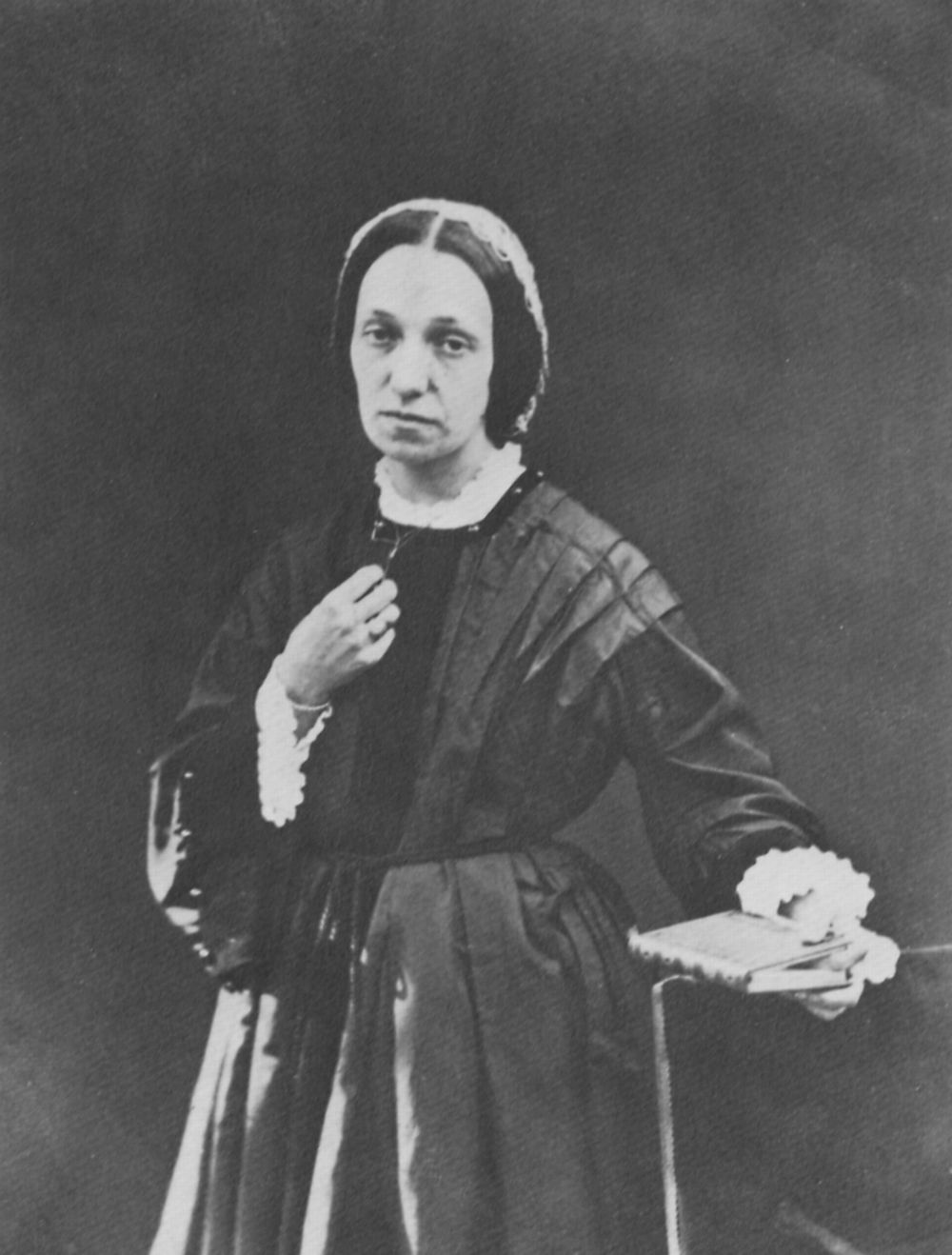
Julia Margaret Cameron
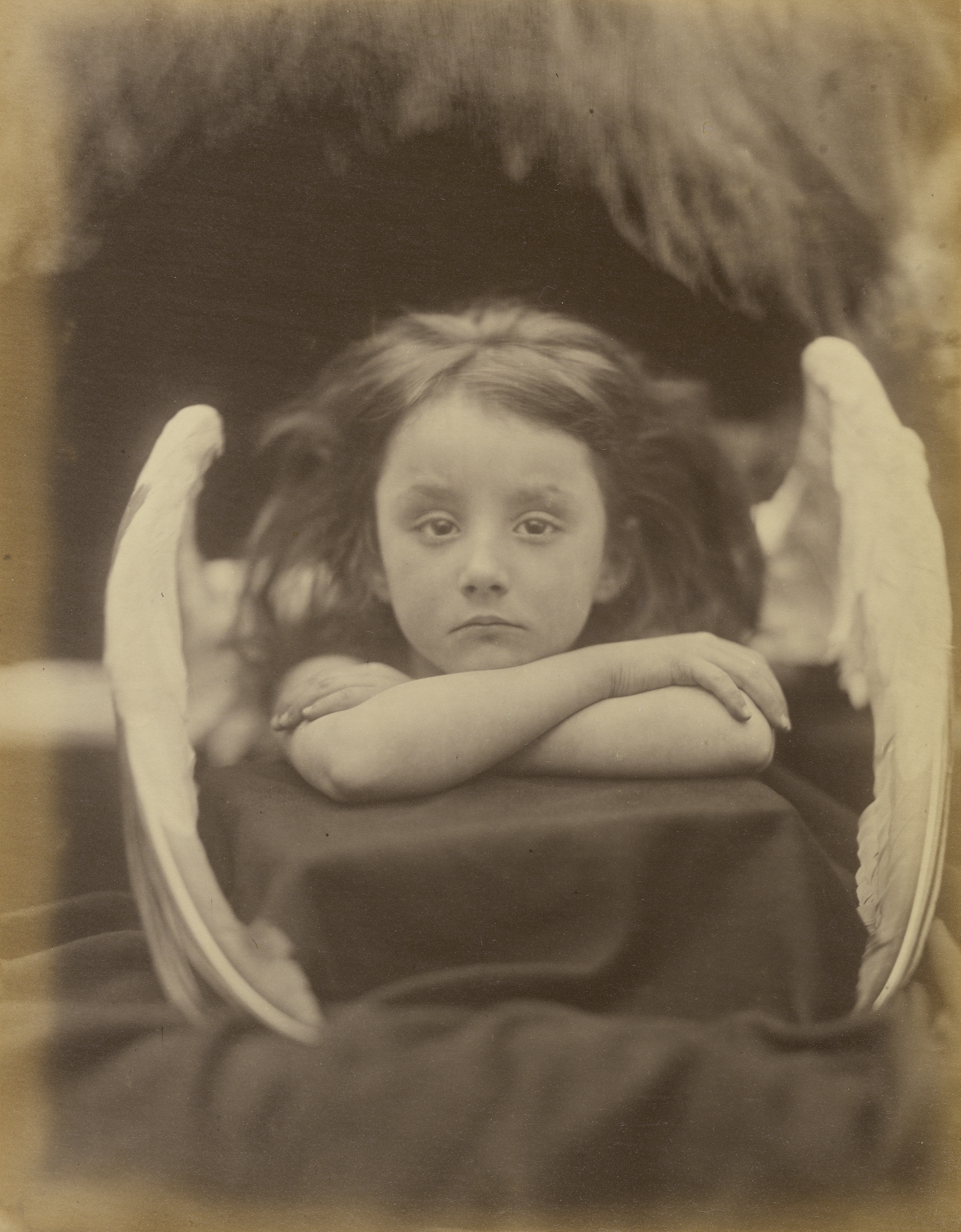
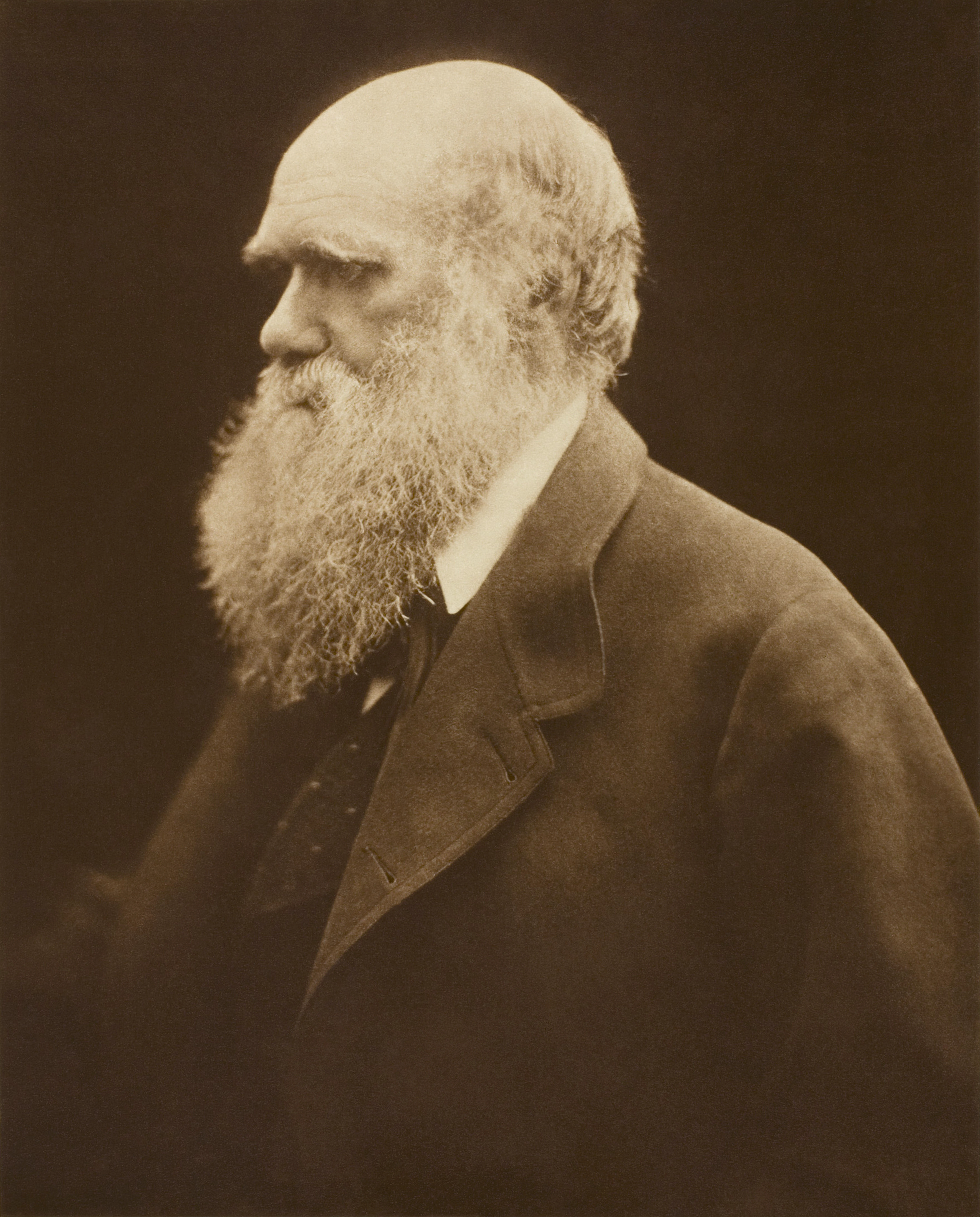
Darwin nel 1868
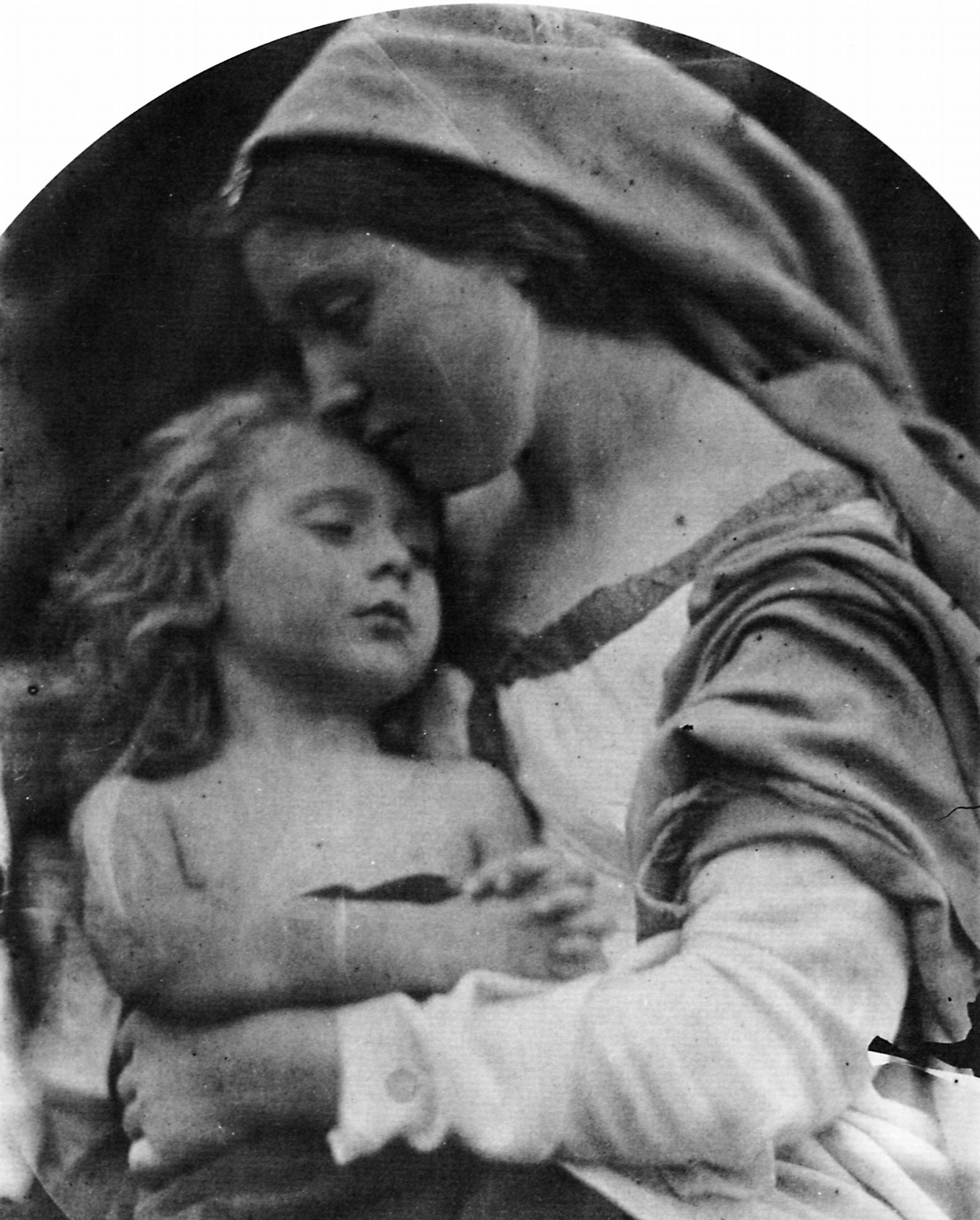
Studio - Madonna con bambino